# Bryum roseum
Bryum roseum là một loài Rêu trong họ Bryaceae. Loài này được (Hedw.) Crome mô tả khoa học đầu tiên năm 1803.